# 塞罗拉尔戈足球俱乐部
塞罗拉尔戈足球俱乐部（Cerro Largo Fútbol Club），乌拉圭塞罗拉尔戈省省会梅洛的一个足球俱乐部。